# ケリー・ホール
ケリー・ホール（英語: Kaleigh Hole, 1993年3月18日 - ）は、カナダ出身の女性元フィギュアスケート選手（ペア）。2009年ISUジュニアグランプリレークプラシッド優勝。パートナーはアダム・ジョンソン。

## 経歴
シングルでも国内選手権に参加しており、2009年のカナダ選手権ではジュニアクラスで11位に入っている。
競技から引退後は陸上競技に転向した。

## 主な戦績
| 大会/年             | 2009-10 | 2010-11 |
| ------------------- | ------- | ------- |
| カナダ選手権        | 7       | 5       |
| GP中国杯            |         | 8       |
| 世界Jr.選手権       | 10      |         |
| JGPファイナル       | 5       |         |
| JGPミンスクアイス   | 3       |         |
| JGPレークプラシッド | 1       |         |

### 詳細
| 2010-2011 シーズン   |                                              |         |         |          |
| 開催日               | 大会名                                       | SP      | FS      | 結果     |
| 2011年1月20日 - 23日 | カナダフィギュアスケート選手権（ビクトリア） | 5 48.71 | 5 92.15 | 5 140.86 |
| 2010年11月5日 - 7日  | ISUグランプリシリーズ 中国杯（北京）         | 8 43.02 | 8 72.13 | 8 115.15 |

| 2009-2010 シーズン   |                                                            |          |          |           |
| 開催日               | 大会名                                                     | SP       | FS       | 結果      |
| 2010年3月9日 - 10日  | 2010年世界ジュニアフィギュアスケート選手権（デン・ハーグ） | 8 47.04  | 12 72.64 | 10 119.68 |
| 2010年1月15日 - 16日 | カナダフィギュアスケート選手権（ロンドン）                 | 10 46.00 | 7 97.20  | 7 143.20  |
| 2009年12月3日 - 4日  | 2009/2010 ISUジュニアグランプリファイナル（東京）          | 4 47.00  | 5 85.17  | 5 132.17  |
| 2009年9月24日 - 26日 | ISUジュニアグランプリ ミンスクアイス（ミンスク）           | 7 45.26  | 2 86.57  | 3 131.83  |
| 2009年9月3日 - 5日   | ISUジュニアグランプリ レークプラシッド（レークプラシッド） | 1 49.39  | 1 91.48  | 1 140.87  |